# Castillos
Castillos – nieduże miasto w departamencie Rocha w Urugwaju. Położone jest na skrzyżowaniu dróg Ruta 9 i Ruta 16, około 56 km na północny wschód od miasta Rocha. Około 10 km na południowy zachód od miasta znajduje się duże jezioro Laguna de Castillo.

## Historia
Castillos zostało założone 19 kwietnia 1866 roku, a status miasta uzyskało 3 listopada 1952 roku na mocy Ustawy nr 11.875

## Ludność
W 2004 populacja miasta wynosiła 7 649.
| Rok  | Populacja |
| ---- | --------- |
| 1963 | 5947      |
| 1975 | 7260      |
| 1985 | 6836      |
| 1996 | 7346      |
| 2004 | 7649      |

Źródło: Instituto Nacional de Estadística de Uruguay.